# Onderwierum
Onderwierum est un village de la commune néerlandaise de Het Hogeland, situé dans la province de Groningue.

## Géographie
Le village est situé au nord de Bedum, près d'Onderdendam.

## Histoire
Onderwierum fait partie de la commune de Bedum avant le 1er janvier 2019, où elle est supprimée et fusionnée avec De Marne, Eemsmond et Winsum pour former la nouvelle commune de Het Hogeland.